# Gustaf Hellers
Gustaf Hellers, född 24 juli 1911 i Borås, död där 12 november 2001, var en svensk väg- och vattenbyggnadsingenjör och byggmästare. 
Hellers, som var son till byggmästare Birger Pehrson och Selma Svensson, utexaminerades från högre tekniska läroverket i Borås 1931 och från Kungliga Tekniska högskolan 1935. Han blev ingenjör vid Birger Pehrsons Byggnads AB i Borås 1936, var verkställande direktör och innehavare där från 1955 samt verkställande direktör för Bostads AB Ullsaxen i Borås 1948–1960. Han var ordförande i Borås byggmästareförening från 1961, i Byggmästarnas bostadsbolag 1961 och Borås stads brandstyrelse från 1964 (ledamot 1948). Han ledde bland annat byggandet av den 180 meter långa Centralbron i hemstaden (invigd 1953).